# Società Sportiva Lazio 1949-1950
Questa voce raccoglie le informazioni riguardanti la Società Sportiva Lazio nelle competizioni ufficiali della stagione 1949-1950.

## Stagione
La Lazio nel campionato di Serie A 1949-1950 si classificò al quarto posto con 46 punti. Data la rinuncia di Juventus, Inter e Milan, prime tre classificate del campionato, a causa degli impegni dei propri calciatori al Campionato mondiale di calcio 1950,
la Lazio ottenne il diritto di partecipare alla Coppa Latina 1950, che concluse al quarto posto.

## Organigramma societario
Area direttiva
- Presidente: Remo Zenobi

Area tecnica
- Allenatore: Mario Sperone

## Rosa
| N. |                       | Ruolo | Calciatore            |
| -- | --------------------- | ----- | --------------------- |
|    | Italia (bandiera)     | P     | Aldo De Fazio         |
|    | Italia (bandiera)     | P     | Giorgio Fioravanti    |
|    | Jugoslavia (bandiera) | P     | Zvonko Monsider       |
|    | Italia (bandiera)     | P     | Lucidio Sentimenti IV |
|    | Italia (bandiera)     | D     | Francesco Antonazzi   |
|    | Italia (bandiera)     | D     | Zeffiro Furiassi      |
|    | Italia (bandiera)     | D     | Sergio Piacentini     |
|    | Italia (bandiera)     | D     | Leandro Remondini     |
|    | Italia (bandiera)     | D     | Renato Spurio         |
|    | Italia (bandiera)     | D     | Armando Tre Re        |
|    | Italia (bandiera)     | D     | Edmondo Veronici      |
|    | Italia (bandiera)     | C     | Romolo Alzani         |
|    | Italia (bandiera)     | C     | Flavio Cecconi        |
|    | Italia (bandiera)     | C     | Sergio Del Pinto      |

| N. |                      | Ruolo | Calciatore              |
| -- | -------------------- | ----- | ----------------------- |
|    | Argentina (bandiera) | C     | Enrique Flamini         |
|    | Italia (bandiera)    | C     | Mario Magrini           |
|    | Italia (bandiera)    | C     | Serafino Montanari      |
|    | Italia (bandiera)    | C     | Franco Rosi             |
|    | Italia (bandiera)    | C     | Ernesto Sandroni        |
|    | Italia (bandiera)    | C     | Vittorio Sentimenti III |
|    | Paraguay (bandiera)  | A     | Dionisio Arce           |
|    | Italia (bandiera)    | A     | Alfredo Bicego          |
|    | Italia (bandiera)    | A     | Umberto Galetti         |
|    | Romania (bandiera)   | A     | Norberto Höfling        |
|    | Francia (bandiera)   | A     | Ferenc Nyers II ()      |
|    | Italia (bandiera)    | A     | Romano Penzo            |
|    | Italia (bandiera)    | A     | Aldo Puccinelli         |
|    | Italia (bandiera)    | A     | Guglielmo Trevisan      |

## Calciomercato
| Acquisti | Acquisti                | Acquisti    | Acquisti      |
| R.       | Nome                    | da          | Modalità      |
| -------- | ----------------------- | ----------- | ------------- |
| P        | Aldo De Fazio           | Salernitana | definitivo    |
| P        | Giorgio Fioravanti      | Venezia     | prestito      |
| P        | Lucidio Sentimenti IV   | Juventus    | definitivo    |
| D        | Zeffiro Furiassi        | Fiorentina  | definitivo    |
| C        | Flavio Cecconi          | Atalanta    | definitivo    |
| C        | Sergio Del Pinto        | Avellino    | definitivo    |
| C        | Franco Rosi             | Fano        | fine prestito |
| C        | Ernesto Sandroni        | Venezia     | prestito      |
| C        | Vittorio Sentimenti III | Juventus    | definitivo    |
| A        | Dionisio Arce           | Sp. Luqueño | definitivo    |
| A        | Alfredo Bicego          | Udinese     | definitivo    |
| A        | Guglielmo Trevisan      | Triestina   | prestito      |

| Cessioni | Cessioni              | Cessioni    | Cessioni      |
| R.       | Nome                  | a           | Modalità      |
| -------- | --------------------- | ----------- | ------------- |
| P        | Marco Brandolin       | Udinese     | definitivo    |
| P        | Carlo Ciampi          | Vaiano      | definitivo    |
| P        | Uber Gradella         |             | fine carriera |
| P        | Zvonko Monsider       | Padova      | prestito      |
| C        | Bruno De Lazzari      | Verona      | definitivo    |
| C        | Salvador Gualtieri    | Vicenza     | definitivo    |
| C        | Guido Tavellin        | Verona      | prestito      |
| C        | Paolo Todeschini      | Napoli      | definitivo    |
| C        | Franco Rosi           | Stabia      | definitivo    |
| A        | Nibbio Bacci          | Empoli      | definitivo    |
| A        | Alfredo Bicego        | Lecce       | definitivo    |
| A        | Giuseppe D'Avino      | Salernitana | definitivo    |
| A        | Costantino De Andreis | Napoli      | prestito      |

## Risultati

### Serie A

#### Girone di andata
| Arbitro: | Bernardi (Bologna) |

|                |           |                           |
| Mazza 39’, 63’ | Marcatori | 36’ Flamini 72’ Montanari |

| Arbitro: | Galeati (Bologna) |

|              |           |                                     |
| Nyers II 56’ | Marcatori | 41’ Martino 61’ J. Hansen 76’ Præst |

| Arbitro: | Silvano (Torino) |

|             |           |  |
| Rabitti 71’ | Marcatori |  |

| Arbitro: | Camiolo (Milano) |

|             |           |  |
| Cecconi 51’ | Marcatori |  |

| Arbitro: | Cicardi (Lecco) |

|                 |           |                      |
| Vitali 63’, 67’ | Marcatori | 60’ (rig.) Remondini |

| Arbitro: | Silvano (Torino) |

|                                               |           |              |
| Penzo 29’ Puccinelli 50’ Remondini 83’ (rig.) | Marcatori | 40’ Spartano |

| Milano 20 ottobre 1949 7ª giornata | Milan                  | 0 – 0 referto | Lazio | Stadio San Siro\| Arbitro: \| Poggipollini (Ferrara) \| |
| Arbitro:                           | Poggipollini (Ferrara) |               |       |                                                         |

| Arbitro: | Savio (Torino) |

|                                           |           |                                      |
| Cecconi 48’ Höfling 50’, 65’ Nyers II 73’ | Marcatori | 4’ Sentimenti V 86’ (rig.) Stradella |

| Arbitro: | Longagnani (Modena) |

|                    |           |                                                  |
| Lucentini 71’, 87’ | Marcatori | 8’, 46’, 55’ Flamini 50’ Nyers II 76’ Puccinelli |

| Arbitro: | Cicardi (Lecco) |

|                                      |           |  |
| Höfling 17’, 34’, 87’ Puccinelli 57’ | Marcatori |  |

| Bologna 13 novembre 1949 11ª giornata | Bologna          | 0 – 0 referto | Lazio | Stadio Comunale\| Arbitro: \| Tassini (Verona) \| |
| Arbitro:                              | Tassini (Verona) |               |       |                                                   |

| Arbitro: | Scotto (Savona) |

|                     |           |  |
| Puccinelli 43’, 83’ | Marcatori |  |

| Arbitro: | Tassini (Verona) |

|                               |           |              |
| Nyers I 36’ (rig.) Amadei 57’ | Marcatori | 64’ Nyers II |

| Arbitro: | Bellè (Venezia) |

|                      |           |                      |
| Remondini 57’ (rig.) | Marcatori | 85’ (rig.) K. Hansen |

| Arbitro: | Gamba (Napoli) |

|               |           |             |
| Remondini 34’ | Marcatori | 64’ Galassi |

| Arbitro: | Massai (Pisa) |

|               |           |             |
| Galli 1’, 90’ | Marcatori | 29’ Magrini |

| Arbitro: | Cicardi (Lecco) |

|                       |           |                            |
| Frizzi 18’ Santos 64’ | Marcatori | 1’ Nyers II 21’ Puccinelli |

| Arbitro: | Canavesio (Torino) |

|             |           |  |
| Cecconi 23’ | Marcatori |  |

| Arbitro: | Scotto (Savona) |

|            |           |  |
| Degano 58’ | Marcatori |  |

#### Girone di ritorno
| Arbitro: | Camiolo (Milano) |

|                                            |           |                          |
| Höfling 40’, 52’ Remondini 66’ Flamini 84’ | Marcatori | 26’ Onorato 74’ Ferrario |

| Arbitro: | Galeati (Bologna) |

|               |           |                  |
| J. Hansen 38’ | Marcatori | 20’, 28’ Flamini |

| Arbitro: | Silvano (Torino) |

|                      |           |                       |
| Höfling 2’, 50’, 68’ | Marcatori | 67’ Valli 82’ Ghiandi |

| Arbitro: | Cicardi (Lecco) |

|                           |           |              |
| Formentin 18’ Alarcón 39’ | Marcatori | 27’ Nyers II |

| Arbitro: | Savio (Torino) |

|                                 |           |  |
| Penzo 16’, 63’, 84’ Flamini 68’ | Marcatori |  |

| Roma 19 febbraio 1950 25ª giornata | Roma              | 0 – 0 referto | Lazio | Stadio Nazionale\| Arbitro: \| Galeati (Bologna) \| |
| Arbitro:                           | Galeati (Bologna) |               |       |                                                     |

| Arbitro: | Pieri (Trieste) |

|                                     |           |                             |
| Magrini 24’ Penzo 37’ Remondini 62’ | Marcatori | 30’ (rig.) Gren 60’ Nordahl |

| Arbitro: | Gamba (Napoli) |

|                       |           |          |
| Vörös 19’ Cassani 27’ | Marcatori | 17’ Arce |

| Arbitro: | Liverani (Torino) |

|          |           |  |
| Arce 38’ | Marcatori |  |

| Arbitro: | Pera (Firenze) |

|  |           |                   |
|  | Marcatori | 23’ (aut.) Molina |

| Arbitro: | Scotto (Savona) |

|                                 |           |                     |
| Höfling 18’, 42’ Puccinelli 61’ | Marcatori | 72’, 83’ Mike Mayer |

| Trieste 9 aprile 1950 31ª giornata | Triestina           | 0 – 0 referto | Lazio | Stadio Comunale\| Arbitro: \| Longagnani (Modena) \| |
| Arbitro:                           | Longagnani (Modena) |               |       |                                                      |

| Arbitro: | Bertolio (Torino) |

|                                           |           |                         |
| Flamini 7’ Magrini 15’ Sentimenti III 50’ | Marcatori | 38’, 75’ (rig.) Nyers I |

| Arbitro: | Scotto (Savona) |

|            |           |  |
| Cergoli 5’ | Marcatori |  |

| Arbitro: | Silvano (Torino) |

|                          |           |                              |
| Janda 15’ Pandolfini 38’ | Marcatori | 32’ Penzo 77’ Sentimenti III |

| Arbitro: | Valsecchi (Milano) |

|                                                                       |           |  |
| Penzo 16’ Remondini 18’ Flamini 55’ Sentimenti III 80’ Puccinelli 84’ | Marcatori |  |

| Arbitro: | Tibaldi (Savona) |

|                            |           |                                  |
| Carapellese 40’ Santos 65’ | Marcatori | 44’ (aut.) Depetrini 63’ Höfling |

| Arbitro: | Silvano (Torino) |

|              |           |  |
| Guarnieri 3’ | Marcatori |  |

| Arbitro: | Casini (Palermo) |

|                     |           |  |
| Puccinelli 13’, 82’ | Marcatori |  |

### Coppa Latina
| Arbitro: | Arqué Martín |

|                                                                  |           |  |
| Júlio da Silva 5’ Rogério Carvalho 22’ (rig.) Arsénio Duarte 30’ | Marcatori |  |

| Arbitro: | Tordjmann |

|                            |           |                    |
| Ben Barek 10’ Escudero 16’ | Marcatori | 74’ Sentimenti III |

## Statistiche

### Statistiche di squadra
| Competizione       | Punti | In casa | In casa | In casa | In casa | In casa | In casa | In trasferta | In trasferta | In trasferta | In trasferta | In trasferta | In trasferta | Totale | Totale | Totale | Totale | Totale | Totale | DR  |
| Competizione       | Punti | G       | V       | N       | P       | Gf      | Gs      | G            | V            | N            | P            | Gf           | Gs           | G      | V      | N      | P      | Gf     | Gs     | DR  |
| ------------------ | ----- | ------- | ------- | ------- | ------- | ------- | ------- | ------------ | ------------ | ------------ | ------------ | ------------ | ------------ | ------ | ------ | ------ | ------ | ------ | ------ | --- |
| Serie A            | 46    | 19      | 15      | 3       | 1       | 48      | 20      | 19           | 3            | 7            | 9            | 19           | 23           | 38     | 18     | 10     | 10     | 67     | 43     | +24 |
| Coppa Latina       | -     | 0       | 0       | 0       | 0       | 0       | 0       | 2            | 0            | 0            | 2            | 1            | 5            | 2      | 0      | 0      | 2      | 1      | 5      | -4  |
| Campionato Riserve | 3     | 3       | 1       | 1       | 1       | 5       | 6       | 3            | 0            | 0            | 3            | 1            | 7            | 6      | 1      | 1      | 4      | 6      | 13     | -7  |
| Totale             |       | 22      | 16      | 4       | 2       | 53      | 26      | 24           | 3            | 7            | 14           | 21           | 35           | 46     | 19     | 11     | 16     | 74     | 61     | +13 |

### Statistiche dei giocatori
Nel conteggio delle reti realizzate si aggiungano due autoreti a favore.
| Giocatore         | Serie A  | Serie A | Coppa Latina | Coppa Latina | Campionato Riserve | Campionato Riserve | Totale   | Totale |
| Giocatore         | Presenze | Reti    | Presenze     | Reti         | Presenze           | Reti               | Presenze | Reti   |
| ----------------- | -------- | ------- | ------------ | ------------ | ------------------ | ------------------ | -------- | ------ |
| R. Alzani         | 33       | 0       | -            | -            | -                  | -                  | 33       | 0      |
| F. Antonazzi      | 33       | 0       | 2            | 0            | -                  | -                  | 35       | 0      |
| D. Arce           | 7        | 2       | 1            | 0            | 1                  | 0                  | 9        | 2      |
| L. Bacci          | -        | -       | -            | -            | 3                  | 0                  | 3        | 0      |
| A. Benassi        | -        | -       | -            | -            | 3                  | 1                  | 3        | 1      |
| E.L. Bertea       | -        | -       | -            | -            | 1                  | 0                  | 1        | 0      |
| A. Bicego         | -        | -       | -            | -            | -                  | -                  | -        | -      |
| L. Brunori        | -        | -       | -            | -            | 6                  | 0                  | 6        | 0      |
| F. Cecconi        | 18       | 3       | -            | -            | 1                  | 0                  | 19       | 3      |
| G. Ceresi         | -        | -       | -            | -            | 6                  | 0                  | 6        | 0      |
| A. Collu          | -        | -       | -            | -            | 6                  | 0                  | 6        | 0      |
| A. De Fazio       | 1        | 0       | 1            | -3           | 6                  | -13                | 8        | -16    |
| S. Del Pinto      | -        | -       | -            | -            | -                  | -                  | -        | -      |
| D. Di Carlo       | -        | -       | -            | -            | 5                  | 0                  | 5        | 0      |
| M. Di Marco       | -        | -       | -            | -            | 1                  | 0                  | 1        | 0      |
| G. Fioravanti     | -        | -       | 1            | -2           | -                  | -                  | 1        | -2     |
| E. Flamini        | 30       | 10      | 2            | 0            | -                  | -                  | 32       | 10     |
| Z. Furiassi       | 36       | 0       | -            | -            | -                  | -                  | 36       | 0      |
| U. Galetti        | 1        | 0       | -            | -            | 6                  | 1                  | 7        | 1      |
| N. Höfling        | 29       | 13      | 1            | 0            | -                  | -                  | 30       | 13     |
| R. Lucchi         | -        | -       | -            | -            | 2                  | 1                  | 2        | 1      |
| M. Magrini        | 23       | 3       | 2            | 0            | -                  | -                  | 25       | 3      |
| Z. Monsider       | -        | -       | -            | -            | -                  | -                  | -        | -      |
| S. Montanari      | 11       | 1       | 2            | 0            | 4                  | 0                  | 17       | 1      |
| F. Nyers II       | 18       | 6       | 2            | 0            | 2                  | 1                  | 22       | 7      |
| S. Passerini      | -        | -       | -            | -            | 1                  | 0                  | 1        | 0      |
| R. Penzo          | 25       | 7       | 1            | 0            | -                  | -                  | 26       | 7      |
| S. Piacentini     | 9        | 0       | 2            | 0            | 2                  | 0                  | 13       | 0      |
| M. Pistacchi      | -        | -       | -            | -            | 1                  | 0                  | 1        | 0      |
| A. Puccinelli     | 34       | 10      | 1            | 0            | -                  | -                  | 35       | 10     |
| F. Rosi           | -        | -       | -            | -            | -                  | -                  | -        | -      |
| L. Remondini      | 32       | 7       | -            | -            | -                  | -                  | 32       | 7      |
| E. Sandroni       | -        | -       | 1            | 0            | -                  | -                  | 1        | 0      |
| V. Sentimenti III | 36       | 3       | 1            | 1            | -                  | -                  | 37       | 4      |
| L. Sentimenti IV  | 37       | -43     | -            | -            | -                  | -                  | 37       | -43    |
| T. Simonetti      | -        | -       | -            | -            | 5                  | 2                  | 5        | 2      |
| R. Spurio         | 5        | 0       | 1            | 0            | 4                  | 0                  | 10       | 0      |
| G. Trevisan       | -        | -       | 1            | 0            | -                  | -                  | 1        | 0      |
| E. Veronici       | -        | -       | -            | -            | -                  | -                  | -        | -      |

## Riserve
La squadra riserve della Lazio ha disputato nella stagione 1949-50 il Campionato Riserve.

### Rosa
| N. |                   | Ruolo | Calciatore         |
| -- | ----------------- | ----- | ------------------ |
|    | Italia (bandiera) | P     | Aldo De Fazio      |
|    | Italia (bandiera) | D     | Elvio Lucio Bertea |
|    | Italia (bandiera) | D     | Dino Di Carlo      |
|    | Italia (bandiera) | D     | Sergio Passerini   |
|    | Italia (bandiera) | D     | Sergio Piacentini  |
|    | Italia (bandiera) | D     | Renato Spurio      |
|    | Italia (bandiera) | C     | Luciano Brunori    |
|    | Italia (bandiera) | C     | Flavio Cecconi     |
|    | Italia (bandiera) | C     | Giulio Ceresi      |
|    | Italia (bandiera) | C     | Antonio Collu      |

| N. |                     | Ruolo | Calciatore         |
| -- | ------------------- | ----- | ------------------ |
|    | Italia (bandiera)   | C     | Mario Di Marco     |
|    | Italia (bandiera)   | C     | Umberto Galetti    |
|    | Italia (bandiera)   | C     | Romano Lucchi      |
|    | Italia (bandiera)   | C     | Serafino Montanari |
|    | Paraguay (bandiera) | A     | Dionisio Arce      |
|    | Italia (bandiera)   | A     | Luciano Bacci      |
|    | Italia (bandiera)   | A     | Alessandro Benassi |
|    | Francia (bandiera)  | A     | Ferenc Nyers II    |
|    | Italia (bandiera)   | A     | Mario Pistacchi    |
|    | Italia (bandiera)   | A     | Tullio Simonetti   |